# 北条時方
北条 時方（ほうじょう ときかた、生没年不詳）は、平安時代の武士。伊豆国の在地豪族。北条時政の父とする系図もある。従五位下。伊豆大助。

## 経歴
『尊卑分脈』などによると北条時政の父であるが、『続群書類従』等によると時家、『妙本寺本』等によると時兼が時政の父と記録されており、系図によって大きく異なる。

## 系譜
- 父：北条盛方[誰?] - 平直方の子
- 養父：平直方
  - 男：北条時家(平安時代)
  - 男：北条時兼 (北条介)
  - 男：北条時綱
  - 女：娘
  - 孫：北条時政
  - 曾孫：北条宗時、北条義時、北条時房、北条政範